# Adolphe Pierre Charlet

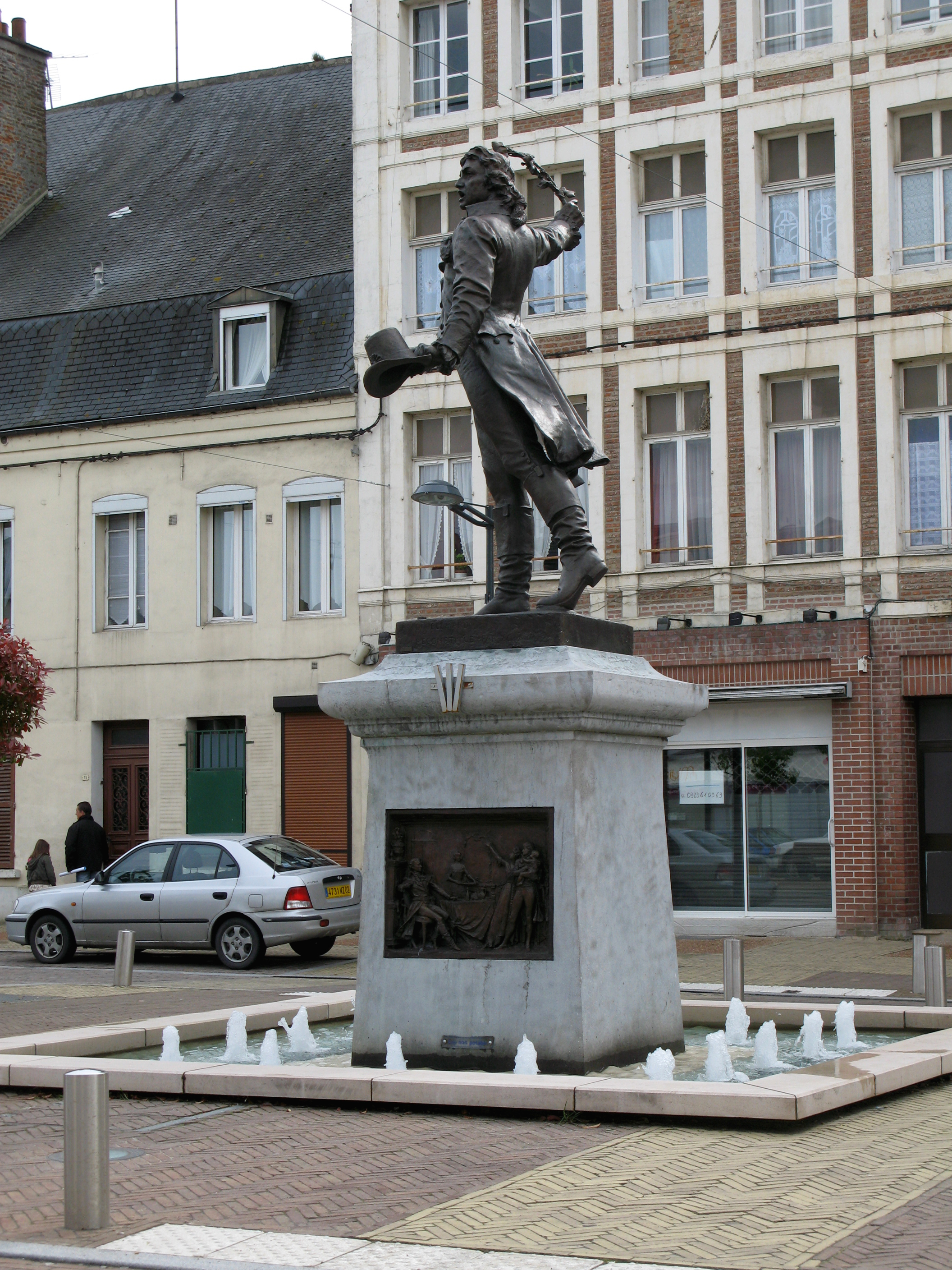
Estatua colosal de Camille Desmoulins en Guise, 1949, bronce.

Adolphe Pierre Charlet, nacido en 1908 y fallecido el 20 de marzo de 2009, es un escultor francés. Ganador del Premio de Roma en escultura en 1938.

## Datos biográficos
Alumno de la École nationale supérieure des beaux-arts de París
En el año 1938 resultó ganador en el Premio de Roma de escultura, con la escultura en bulto redondo, titulada Me llamo Legión (del francés: Je m'appelle Légion); que representa la figura de una mujer como alegoría de la Legión.
A principio del año 1939, llega a Roma. Pensionado en la Villa Médici, sede de la Academia de Francia en Roma dirigida por el músico Jacques Ibert. Sólo permaneció durante un año, debido al comienzo de la guerra.
En 1949, tras la guerra, restaura la estatua colosal de Camille Desmoulins en Guise. Realizada en bronce, a partir del modelo en yeso de Amédée Donatien Doublemard, presentado en el salón de 1882. La estatua fue destruida por las fuerzas de ocupación alemana, en dos ocasiones, durante cada una de las guerras mundiales. Charlet, probablemente empleó los moldes de 	 Félix Maurice Charpentier, que se había encargado de la restitución de la obra tras la Primera Guerra Mundial. El conjunto de la plaza de las Armas en Guise, junto a la escultura, fueron restaurados en 2006.

## Obras
Entre las mejores y más conocidas obras de Adolphe Pierre Charlet se incluyen las siguientes:
- Me llamo Legión (del francés: Je m'appelle Légion), 1938, escultura en bulto redondo de yeso; conservada en depósito reglamentario de la ENSBA[4]
- estatua colosal de Camille Desmoulins en Guise, 1949, bronce. A partir de los moldes de Félix Maurice Charpentier, modelo original en yeso de Amédée Donatien Doublemard, presentado en el salón de 1882.[3] 49°53′59.54280750710666″N 3°37′38.90321731567383″E / 49.8998730020853074052, 3.6274731159210205078